# Žučkovac
Žučkovac (en serbe cyrillique : Жучковац) est un village de Serbie situé dans la municipalité de Sokobanja, district de Zaječar. Au recensement de 2011, il comptait 397 habitants.

## Démographie

### Évolution historique de la population
| 1948 | 1953 | 1961 | 1971 | 1981 | 1991 | 2002 | 2011 |
| ---- | ---- | ---- | ---- | ---- | ---- | ---- | ---- |
| 883  | 891  | 857  | 828  | 705  | 668  | 529  | 397  |

|  |